# Mihrigul Tursun
Mihrigul Tursun, także Mehrigul Tursun (ujg. ‏مېھرىگۈل تۇرسۇن‎; ur. 28 grudnia 1989) – Ujgurka, w latach 2015 i 2017–2018 więźniarka jednego z chińskich obozów reedukacyjnych w Sinciangu, której historia zyskała międzynarodowy rozgłos, bohaterka mangi What Has Happened to Me – A Testimony of a Uygur Woman.
Tursun studiowała w Egipcie, gdzie zawarła związek małżeński z obywatelem Egiptu i urodziła trójkę dzieci. W 2015 r. wróciła do Chińskiej Republiki Ludowej, gdzie – według swoich zeznań – aresztowano ją na lotnisku jako osobę zagrożoną religijną radykalizacją, torturowano i przetrzymywano przez kilka tygodni w jednym z obozów reedukacyjnych w Sinciangu; w tym czasie jedno z jej dzieci zmarło w szpitalu. Została ponownie aresztowana w latach 2017 i 2018. W połowie 2018 r. władze chińskie zezwoliły jej na wizytę w Egipcie, w celu przekazania dzieci rodzinie męża. Po emigracji do Stanów Zjednoczonych w 2018, Tursun przedstawiła swoje przeżycia dziennikarzom, a także Komisji Senatu Stanów Zjednoczonych do spraw Chińskiej Republiki Ludowej. Jej historia została nagłośniona przez międzynarodowe media. Lekarze w USA potwierdzili, że Tursun została poddana sterylizacji, która według niej była przymusowa i dokonana bez jej wiedzy podczas jednego z aresztów w Chińskiej Republice Ludowej.
Władze Chińskiej Republiki Ludowej zaprzeczyły jej zarzutom, nazywając większość z nich fikcją, a potwierdzając jedynie, że była zatrzymana w 2017 r. na okres około dwóch tygodni za „szerzenie nienawiści na tle rasowym”.
W 2019 r. na podstawie jej historii została opublikowana manga What Has Happened to Me – A Testimony of a Uygur Woman, która została określona jako „wiralnie popularna”.